# Un amic extraordinari
Un amic extraordinari (títol original en anglès, A Beautiful Day in the Neighborhood) és una pel·lícula dramàtica biogràfica estatunidenca del 2019 dirigida per Marielle Heller i escrita per Micah Fitzerman-Blue i Noah Harpster, inspirada en l'article de 1998 «Can You Say ... Hero?» per Tom Junod, publicat a Esquire. La pel·lícula és protagonitzada per Tom Hanks, Matthew Rhys, Susan Kelechi Watson i Chris Cooper. Representa Lloyd Vogel (Rhys), un periodista problemàtic d'Esquire que està assignat a la icona de la televisió de perfil Fred Rogers (Hanks). Ha estat doblada i subtitulada al català.
La pel·lícula es va estrenar al Festival Internacional de Cinema de Toronto el 7 de setembre de 2019, i va ser estrenada als Estats Units el 22 de novembre de 2019 per Sony Pictures Releasing. Va rebre elogis dels crítics per les actuacions de Hanks i Rhys, la direcció de Heller i els missatges commovedors, i va recaptar $67 milions a tot el món. Un bell dia al veïnat va ser elegit per la revista Time com una de les deu millors pel·lícules de l'any. Per la seva actuació, Hanks va ser nominat a Millor Actor de Repartiment als Premis de l'Acadèmia, així com els Globus d'Or, Premis de la Crítica Cinematogràfica, Premis del Gremi d'Actors de Pantalla i els Premis BAFTA, entre d'altres.

## Argument
El 1998, al començament d'un episodi de Mister Rogers' Neighborhood, Mr. Rogers mostra un tauler d'imatges amb cinc portes. Tres de les portes s'obren per revelar les cares familiars de Lady Aberlin, King Friday i Mr. McFeely. La quarta porta s'obre per revelar la cara del nou amic amb problemes del Sr. Roger, Lloyd Vogel, que té un tall a prop del nas. El Sr. Rogers explica que Lloyd ha estat ferit i està lluitant per perdonar a qui el va fer mal. Després d'explicar què significa el perdó, el Sr. Rogers es visitarà Lloyd.
Lloyd Vogel és un periodista d'Esquire conegut pel seu estil cínic d'escriptura. Assisteix al casament de la seva germana Lorraine, juntament amb la seva dona, Andrea, i el seu fill nadó, Gavin. Durant la recepció, Lloyd comença una baralla a cops de puny amb el seu pare separat, Jerry, pels records de la difunta mare de Lloyd, Lila, a qui Jerry va enganyar i va abandonar.
L'editor de Lloyd assigna entrevistar el presentador de televisió infantil Fred Rogers per a un article de 400 paraules sobre herois, però Lloyd sent que la tasca està per sota d'ell. Viatja a l'estudi de WQED a Pittsburgh per entrevistar Rogers. Rogers menysprea la seva fama i mostra preocupació per la lesió al nas de Lloyd. Lloyd relata a Rogers el tema de la seva relació amb el seu pare, la disculpa i intent de reconciliació del qual ha rebutjat Lloyd. Rogers li diu que té moltes maneres de bregar amb la ira, com tocar les tecles del seu piano.
Decidit a exposar la personalitat amistosa de Rogers com un acte, Lloyd veu diversos episodis del programa de Rogers, però és incapaç de discernir res. Lloyd torna a entrevistar Rogers quan visita Nova York. Durant l'entrevista, Rogers esquiva les preguntes de Lloyd i recorda com van criar els seus dos fills. Fred treu els titelles i li pregunta a Lloyd sobre el seu conill de peluix de la infància i el seu pare, cosa que provoca que Lloyd posi fi a l'entrevista. Lloyd arriba a casa i troba Jerry i la seva dona Dorothy parlant amb Andrea. Lloyd reprèn Jerry per enganyar la seva mare Lila, mentre s'estava morint de càncer. Li ordena que se'n vagi, però Jerry pateix un infart i és traslladat a l'hospital.
Lloyd es nega a passar la nit a l'hospital amb la resta de la família i torna a Pittsburgh per veure Rogers. Esgotat, Lloyd s'esfondra al set del Barri de Make-Believe i somia amb el seu trauma infantil reprimit. En el seu somni, topa amb un episodi del programa de Rogers sobre hospitals, i es troba amb orelles de conill i encongit a la mida de Daniel Striped Tiger i King Friday XIII, mentre Rogers i Andrea s'eleven sobre ell. Lloyd també somia amb Lila, qui ho insta a alliberar la seva ira.
Rogers i la seva dona, Joanne, porten Lloyd a casa perquè es recuperi. Lloyd i Rogers més tard van a un restaurant, on Rogers demana a Lloyd que passi un minut pensant en les persones que "l'estimaren fins que existeix" i l'encoratja a perdonar Jerry. Lloyd es disculpa amb Andrea per deixar-la a ella i Gavin a l'hospital i visita Jerry i Dorothy a casa seva. Se sap que Jerry s'està morint d'estenosi cardíaca, la raó per la qual Jerry va intentar tornar a connectar-se amb Lloyd. Lloyd perdona Jerry, promet ser un millor pare per a Gavin i escriu un article sobre l'impacte de Rogers a la seva vida. Lorraine, el seu marit Todd i Rogers visiten Jerry. Rogers demana a Jerry que pregui per ell abans de marxar. Jerry mor poc després de la visita de Rogers i l'article de 10.000 paraules de Lloyd, "Pots dir ... Hero?" es publica com a història de portada d'Esquire'.
Al seu estudi, Rogers acaba l'episodi que estava fent abans, obrint la cinquena i última porta al seu tauler d'imatges, revelant una imatge de Lloyd feliçment reunit amb la seva família. Quan acaba la producció, el Sr. Rogers toca el piano sol, s'atura, colpeja les tecles amb enuig i continua tocant.

## Repartiment
| Actor                | Personatge    | Descripció |
| -------------------- | ------------- | --- |
| Matthew Rhys         | Lloyd Vogel   | Un periodista fastiguejat que se li assigna el perfil de Rogers per a la revista Esquire. El personatge de Lloyd és una adaptació lliure del personatge real i periodista Tom Junod, la trobada del qual amb Rogers es va adaptar a la pel·lícula. Heller va descriure Lloyd com el «punt d'entrada de l'espectador als ensenyaments de Fred» i va expressar la seva esperança que el desenvolupament i el creixement del caràcter de Lloyd com a nou pare obligaria els espectadors a reflexionar sobre si mateixos. |
| Tom Hanks            | Fred Rogers   | El creador i amfitrió de Mister Rogers' Neighborhood. Per preparar-se pel seu paper, Hanks va visitar el Centre Fred Rogers al Saint Vincent College a Latrobe, Pennsilvània per investigar als Arxius Fred Rogers5 i també va veure Won't You Be My Neighbor?, una pel·lícula documental de 2018. Al Festival Internacional de Cinema de Toronto del 2019, Hanks va recordar haver vist «cents d'hores» d'imatges de Rogers al set i darrere d'escena per entrar al personatge. La directora Marielle Heller va assenyalar que Rogers «no té la naturalesa dinàmica que necessita per ser protagonista d'una pel·lícula» i ho va considerar «l'antagonista […] que entra a la vida d'algú i el posa de cap per avall a través de la seva filosofia i el camí va viure la seva vida» |
| Susan Kelechi Watson | Andrea Vogel  | Una advocada pública, la dona de Lloyd i una fanàtica de l?espectacle de Rogers. Watson, fanàtica de Mister Rogers' Neighborhood, va descriure el seu personatge com una «dona de carrera» que enfronta desafiaments únics de paciència i adaptació com la mare d'un nounat. Chris Cooper Jerry Vogel El pare separat de Lloyd i un faldiller que va enganyar la seva dona Lila i va abandonar Lloyd i Lorraine quan eren nens. En una entrevista de premsa per a la pel·lícula, Cooper va descriure el seu personatge com a «multidimensional» i va comparar filmar una escena amb Hanks amb veure els «ulls de Déu». |
| Maryann Plunkett     | Joanne Rogers | L'esposa de Fred. Plunkett es va reunir amb Joanne Rogers per preparar-se pel paper. Enrico Colantoni Bill Isler El president i director executiu de Family Communications. En una entrevista de ràdio, Colantoni va dir que es va fer amic del veritable Bill Isler mentre filmava i va afirmar que el seu personatge era «tan important per a Fred». |
| Wendy Makkena        | Dorothy       | La segona esposa de Jerry. Makkena va descriure el seu personatge com a part de la «família disfuncional i complicada» de Vogel. |
| Tammy Blanchard      | Lorraine      | La germana de Lloyd i la dona de Todd. |
| Noah Harpster        | Todd          | L'espòs de Lorraine i el bonic-germà de Lloyd. |
| Christine Lahti      | Ellen         | Editora de Lloyd. |

Altres membres del repartiment són Carmen Cusack com a Margy, productora de Mister Rogers' Neighborhood; Jessica Hecht com Lila Vogel, la mare de Lloyd i l'exesposa de Jerry; Maddie Corman com Betty Aberlin, una actriu que interpreta Lady Aberlin al barri de Mister Rogers; Daniel Krell com David Newell, un actor que interpreta el Sr. McFeely; i Jordan, Naomi i Zoey Harsh com a Gavin Vogel, el fill de Lloyd.
Els cameos notables a la pel·lícula inclouen la dona de Rogers, Joanne, l'actor de McFeely, David Newell, el cap de Comunicacions de la Família, Bill Isler, i la productora del barri de Mister Rogers, Margy Whitmer, que apareixen com a clients en un restaurant on es troben Rogers i Lloyd. Arsenio Hall i Oprah Winfrey fan aparicions no acreditades en imatges d'arxiu de programes d'entrevistes que Lloyd veu a la pel·lícula, i Fred Rogers apareix en imatges d'arxiu del seu programa durant els crèdits finals, cantant la cançó You Have Got to Do It».

## Producció
El 29 de gener de 2018, es va anunciar que TriStar Pictures de Sony havia comprat els drets de distribució mundial de la pel·lícula You Are My Friend, una pel·lícula biogràfica basada en un article de la revista Esquire de 1998 sobre el personatge de televisió Fred Rogers, que seria interpretat per Tom Hanks. El guió de la pel·lícula de Micah Fitzerman-Blue i Noah Harpster va aparèixer entre la Llista negra dels millors guions no produïts el 2013 i estaria dirigit per Marielle Heller, mentre que els productors serien Marc Turtletaub i Peter Saraf de Big Beach juntament amb Youree Henley.
El juliol de 2018, Matthew Rhys es va unir al ventall de la pel·lícula per interpretar el periodista Lloyd Vogel, i la producció començarà el setembre de 2018. Sent gal·lès, Rhys mai havia sentit parlar de Fred Rogers abans que li oferissin el paper. L'agost de 2018, Chris Cooper va ser agregat al ventall per interpretar el pare de Vogel, i, al setembre, es va afegir a Susan Kelechi Watson. Jaffrey, Carmen Cusack, Harpster i Maddie Corman es van unir al ventall de la pel·lícula. En 2018, Nate Heller va ser triada per anotar la pel·lícula.
La fotografia principal de la pel·lícula va començar el 10 de setembre de 2018 a Pittsburgh, amb diversos sets convertits a la ciutat de Nova York.20 La filmació també va tenir lloc a Fred Rogers Studio a WQED (TV) on el difunt presentador de televisió va gravar el Mister Rogers' Neighborhood i el Centre de la Comunitat Jueva a Squirrel Hill. L'equip va consultar amb els membres originals de l'equip de la sèrie de televisió de Rogers i també va portar les mateixes càmeres i monitors de transmissió utilitzats en la producció original. La pel·lícula va rebre crèdits fiscals d'aproximadament $9.5 milions contra un pressupost de producció de $45 milions per filmar a Pittsburgh. La producció va finalitzar el 9 de novembre de 2018.
El 12 d'octubre del 2018, el mesclador de so James Emswiller va patir un atac cardíac i va caure des d'un balcó del segon pis. Va ser portat al Centre Mèdic-Mercy de la Universitat de Pittsburgh, on va ser declarat mort. El títol de la pel·lícula es va anunciar el 27 de desembre de 2018. L'avanç de la pel·lícula va ser llançat el 22 de juliol de 2019.

## Estrena
Un amic extraordinari va ser estrenada mundialment al Festival Internacional de Cinema de Toronto el 7 de setembre de 2019.27 La pel·lícula originalment havia de ser llançada el 18 d'octubre de 2019 per Sony Pictures Release,28 però el maig de 2018 es va endarrerir un mes fins al 22 de novembre del 2019.

### Versió en Bluray i DVD
Sony Pictures Home Entertainment va llançar Un amic extraordinari a Digital HD el 4 de febrer de 2020 i per al llançament de Blu-ray Ultra HD, Blu-ray i DVD el 18 de febrer.

## Recepció

### Taquilla
A partir del 17 de març de 2020, Un amic extraordinari ha recaptat $61.7 milions als Estats Units i Canadà, i $6.1 milions a altres territoris, per a un total mundial de $67.8 milions, contra un pressupost de producció de 25 milions de dòlars.
Als Estats Units i Canadà, la pel·lícula es va estrenar al costat de Frozen II i 21 Bridges, i es projecta que recaptarà al voltant de 15 milions de dòlars de 3231 sales el seu primer cap de setmana.31 La pel·lícula va guanyar $4.5 milions el seu primer dia, inclosos $900 000 dels avenços de la nit de dijous. Després va debutar amb $13.3 milions, acabant tercer a la taquilla. La pel·lícula va caure només un 11% en el seu segon cap de setmana, guanyant 11,8 milions de dòlars i acabant cinquè, i va romandre en cinquè lloc el cap de setmana següent amb $5.2 milions.

### Crítica
Al lloc web de ressenyes Rotten Tomatoes, la pel·lícula té una qualificació d'aprovació del 96% basada en 336 ressenyes, amb una qualificació mitjana de 8.07/10. El consens crític del lloc web diu: «Igual que la volguda personalitat de la televisió que el va inspirar, Un amic extraordinari ofereix un missatge impactant sobre l'acceptació i la comprensió». A Metacritic, la pel·lícula té una puntuació mitjana ponderada de 80 de 100, basat en 50 crítics, que indiquen «revisions generalment favorables».37 El públic enquestat per CinemaScore va donar a la pel·lícula una qualificació mitjana de «A» en una escala d'«A+» a «F», mentre que a PostTrak li van donar una mitjana de quatre de cinc estrelles, amb un 66% dient que definitivament ho recomanarien.
Steve Pond de TheWrap va escriure: «Un bell dia al veïnat troba un suau estat de gràcia i mostra el coratge i la intel·ligència per romandre en aquesta zona, mai apressant les coses o jugant per al drama... Però així com el Sr. Rogers va fer servir el seu espectacle per parlar sobre els grans problemes amb els nens en un to més suau i vacil·lant del que es podria esperar donat el tema, Heller s'aferra a la subestimació d'una manera que amenaça de tornar-se avorrida o avorrida però mai no ho fa» Armond White de National Review va ser més crític: «Heller i els guionistes Micah Fitzerman-Blue i Noah Harpster no mostren prou fe en els remeis de Rogers, i no tenen prou interès en els seus orígens religiosos. En resum, la pel·lícula sembla desconfiar de la fe (esmenta breument que Rogers va ser un ministre ordenat) i es conforma amb el sentimentalisme secular per adonar-ne la sensibilitat i el comportament. Això no només debilita la pel·lícula, sinó que també obstaculitza la caracterització de Hanks.» Benjamin Lee de The Guardian va escriure: «És un fet que Hanks obtindrà almenys una nominació al millor actor de repartiment, però seria massa fàcil oblidar el seu coprotagonista . L'arc cínic es converteix en creient és vell però es desenvolupa aquí sense clixé gràcies a un guió emocionalment intel·ligent de Noah Harpster i Micah Fitzerman-Blue, però principalment a causa d'un meravellós i espinós gir de Rhys»

## Premis i nominacions
Premi Data de cerimònia Categoria Destinatari (s) Resultat Referència(s)
Premis Óscar 9 de febrer de 2020 Millor Actor de Repartiment Tom Hanks Nominat 
Premis del Gremi de Directors d'Art 1 de febrer de 2020 Excel·lència en Disseny de Producció Per a una Pel·lícula Contemporània Jade Healy Nominada 
Premis BAFTA 2 de febrer de 2020 Millor Actor de Repartiment Tom Hanks Nominat 
Premis del Gremi de Dissenyadors de Vestuari 28 de gener de 2020 Excel·lència en Cinema Contemporani Arjun Bhasin Nominat 
Premis de la Crítica Cinematogràfica 12 de gener de 2020 Millor Actor de Repartiment Tom Hanks Nominat 
Millor Guió Micah Fitzerman-Blue i Noah Harpster Nominats
Premis Globus d'Or 5 de gener de 2020 Millor Actor de Repartiment Tom Hanks Nominat
Premis Movieguide 24 de gener de 2020 Millor Pel·lícula Per a Audiències Madures A Beautiful Day in the Neighborhood Guanyadora 
Premis Satellite 19 de desembre de 2019 Millor Actor de Repartiment-Drama Tom Hanks Nominat 
Premis del Sindicat d'Actors 19 de gener de 2020 Millor Actor de Repartiment Nominat
Associació de Crítics de Cinema de l'Àrea de Washington D.C. 8 de desembre de 2019 Millor Actor de Repartiment Nominat 50
Millor Guió Adaptat Micah Fitzerman-Blue i Noah Harpster Nominats
Premis WGA 1 de febrer de 2020 Millor Guió Adaptat Nominat